# Hương Gián
Hương Gián is een xã in huyện Yên Dũng, een district in de Vietnamese provincie Bắc Giang.
Hương Gián ligt op de noordelijke oever van de Thương.